# Antonio Milon

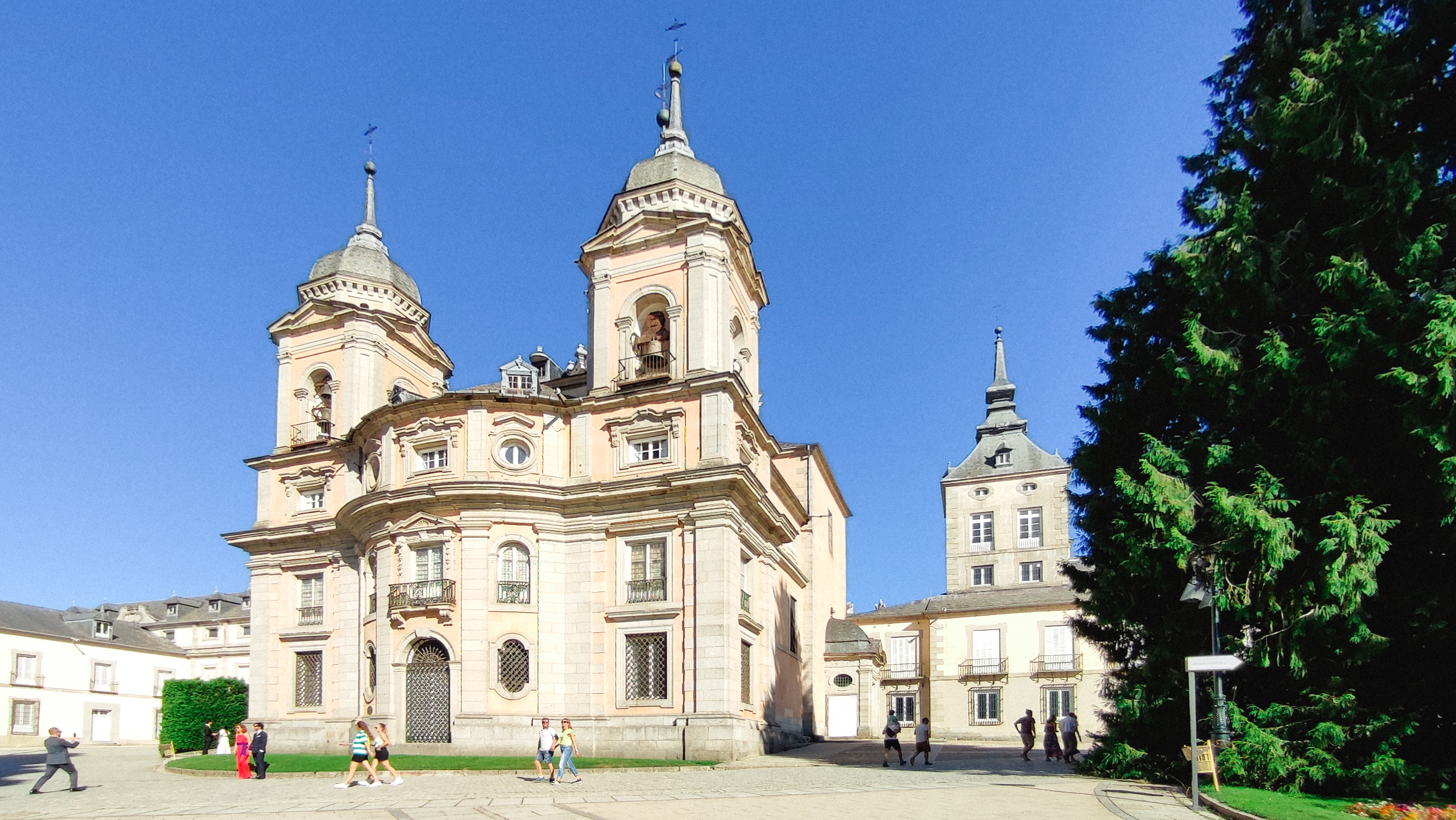
Vista de la Real Colegiata de la Santísima Trinidad, de donde fue abad Antonio Milón.

Antonio Milon López (Longone, Italia, 1679-Aranjuez, 4 de junio de 1762) fue un prelado hispano-italiano, conocido por su cercanía a Isabel de Farnesio, consorte del rey Felipe V de España.

## Biografía
Antonio fue hijo de Andrés Milon, capitán de Longone (actual Porto Azzurro) en la isla de Elba; y de su mujer María López. Sus padres habían nacido ambos en la misma localidad de Longone, por entonces parte del Estado de los Presidios, bajo señorío del rey de España. Antonio nació en 1679 bajo el reinado de Carlos II de España.
Fue confesor de la reina Mariana de Neoburgo, viuda de Carlos II. Posteriormente llegó a ser confesor de la reina Isabel de Farnesio. Además fue capellán del rey.
En 1742 fue nombrado abad de la Real Colegiata de la Santísima Trinidad, situada en el Real Sitio de San Ildefonso. El nombramiento se produjo tras la muerte de su primer abad, Domingo Valentín Guerra Arteaga. Esta posición ponía a Antonio al frente de una jurisdicción eclesiástica exenta y directamente sujeta a la Santa Sede. Además desarrolló un importante mecenazgo artístico, por ejemplo, con encargos al escultor Luis Salvador Carmona.
Tres años después, el 5 de abril de 1745, fue nombrado arzobispo in partibus de Edessa. Dos meses después, el 4 de julio, fue consagrado obispo en la iglesia del Monasterio de San Jerónimo el Real de Madrid por Pedro Clemente de Aróstegui, arzobispo in partibus de Larisa en Tesalia; y como coconsagradores, Juan Elías Gómez de Terán, obispo de Orihuela; y Juan Antonio Pérez de Arellano, obispo in partibus de Casius. Fue padrino en su consagración el marqués Aníbal Scotti, secretario de la reina Isabel de Farnesio.
Como abad de la Real Colegiata, en 1752, consagró la iglesia de Nuestra Señora del Rosario en La Granja de San Ildefonso.
Antonio testó en Madrid en enero de 1760 ante el notario Mateo Álvarez de la Fuente. Falleció dos años después, el 4 de junio de 1762 en Aranjuez.